# Igreja de Nossa Senhora da Boa Hora
A igreja de Nossa Senhora da Boa Hora, ou Capela da Boa Hora foi construída em 1807 por Bernardo Ferreira Viegas e sua mulher, na cidade de Olinda no Estado de Pernambuco.
Com uma fachada simples, fora construída no lugar onde havia um nicho dedicado a Nossa Senhora da Boa Hora e é uma das igrejas mais antigas em devoção a ela do país.